# Pissasec
Pissasec (Pissaseck, Pissassack, Pissassees), jedno od 30 plemena algonkianske konfederacije Powhatan, koji su živjeli na području današnjih okruga Westmoreland i King George u Virginiji. Njihovo glavno selo Pissasec nalazilo se 1608. na sjevernoj obali rijeke Rappahannock nedaleko današnjeg Leedstowna u okrugu Westmoreland.
Uz još nekoliko manjih plemena kasnije postaju dio Matchotica.